# 新月村
新月村（にいつきむら）は、1955年（昭和30年）まで宮城県本吉郡の北西部に存在していた村。現在の気仙沼市北西部にあたる。

## 地理
- 山：大森山 (756m)、太田山 (685.6m)、君が鼻山 (672m)、八森平山 (569m)、手長山 (540m)、黒沢山 (535m)
- 河川：大川、松川、八瀬川、金成沢川

## 沿革
- 1875年（明治8年）10月 - 水沢県による村落統合により、新城村と月立村が合併して新月村が成立。
- 1889年（明治22年）4月1日 - 町村制施行にともない、新月村単独で村制施行。
- 1955年（昭和30年）2月1日 - 大島村・階上村と共に気仙沼市に編入される。

## 行政

### 歴代村長
| 代 | 氏名         | 就任                      | 退任                       | 備考 |
| -- | ------------ | ------------------------- | -------------------------- | ---- |
| 1  | 佐藤五十橘   | 1889年（明治22年）4月23日 | 1897年（明治30年）4月21日  |      |
| 2  | 小山弘義     | 1897年（明治30年）4月22日 | 1905年（明治38年）4月21日  |      |
| 3  | 軍司貞治郎   | 1905年（明治38年）4月29日 | 1913年（大正2年）5月10日   |      |
| 4  | 吉田秀作     | 1913年（大正2年）10月6日  | 1917年（大正6年）10月5日   |      |
| 5  | 吉田源太夫   | 1917年（大正6年）12月15日 | 1921年（大正10年）12月24日 |      |
| 6  | 小山東治郎   | 1922年（大正11年）1月24日 | 1930年（昭和5年）2月15日   |      |
| 7  | 小野寺庄九郎 | 1930年（昭和5年）2月16日  | 1934年（昭和9年）2月15日   |      |
| 8  | 小山東治郎   | 1934年（昭和9年）2月16日  | 1938年（昭和13年）9月10日  | 再任 |
| 9  | 小山源蔵     | 1938年（昭和13年）9月17日 | 1942年（昭和17年）9月16日  |      |
| 10 | 佐藤文衛     | 1942年（昭和17年）9月17日 | 1946年（昭和21年）1月30日  |      |
| 11 | 小野寺庄一郎 | 1947年（昭和22年）4月5日  | 1951年（昭和26年）4月4日   |      |
| 12 | 西城秀雄     | 1951年（昭和26年）4月23日 | 1955年（昭和30年）3月31日  |      |

## 教育
- 新月村立新城小学校
- 新月村立月立小学校
- 新月村立落合小学校
- 新月村立新城中学校
- 新月村立月立中学校
- 宮城県立鼎ヶ浦高等学校新月分校

## 交通

### 鉄道
- 国鉄大船渡線 - 駅なし
同路線には村名を冠した新月駅があるが、駅舎の所在地は新月村内ではなく、西隣の岩手県東磐井郡折壁村（現・一関市）であった。これは、1929年（昭和4年）7月31日の折壁駅 - 気仙沼駅間の開業に際して、その中間に位置する新月村にも駅を建設する予定であったが、村内に駅を設置するに適した場所がなかったため、やむを得ず村境を越えて折壁村に100mほど入った地点に建設したことによる。